# The Take Over, the Breaks Over
The Take Over, the Breaks Over to trzeci singel rockowego zespołu Fall Out Boy. Tytuł pochodzi z piosenki Jay-Z z 2001 r. pt. "Takeover", jednak Akon opracował wersję "The Take Over, the Breaks Over".

Singel został nagany przy pomocy takich gitarzystów jak Ryan Ross (z Panic! at the Disco) oraz Chad Gilbert (z New found glory).

Piosenka znajduje się w grze EA Sports NHL 08.

## Lista utworów
1. The Take Over, the Breaks Over
2. Thriller (wersja Sessions@AOL)